# Church Stretton
Church Stretton est une ville anglaise du Shropshire dans les West Midlands. Church Stretton est une ville commerçante historique située au cœur des collines du sud du Shropshire, à la frontière anglo-galloise, aussi connue sous le nom de The Marches.